# Clase Eolo
Los Cañoneros – Minadores de la clase Eolo, fueron dos buques de la Armada Española, encargados en 1936 por la República, y finalizados tras finalizar la  Guerra Civil.

## Historial
Los cañoneros-minadores clase Eolo fueron encargados en 1936, tratándose de una versión reducida y simplificada de la clase clase Júpiter. Sus obras fueron interrumpidas por la Guerra Civil, terminándolas poco después de que esta finalizase. Fueron los primeros buques dados de alta por la Armada tras la contienda.
La tecnología de propulsión era la habitualmente usada por la SECN, sobre la base de turbinas Parsons y calderas Yarrow británicas, parecidas a las utilizadas por los destructores de la  clase Churruca, sin embargo, dieron bastantes problemas debido a la mala calidad de los materiales utilizados en las calderas.
Los buques de reducido tamaño y velocidad, los hacían poco aptos para recibir el armamento y equipos estadounidenses, por lo que se decidió no incluirlos en el Programa de Modernización de 1955, lo que redujo su utilidad a labores de vigilancia y patrulla. El Eolo, fue designado como buque nodriza de lanchas torpederas, hasta que el Calvo Sotelo paso a desempeñar esta función. Posteriormente ambos buques asumieron funciones de mando de las flotillas de medidas contra minas, hasta que fueron asignados a la Escuela Naval Militar, donde serían utilizados como buques escuela en la formación de los guardiamarinas.

## Unidades de la Clase
| Nombre | Numeral | Botadura              | Alta                    | Baja                 |
| ------ | ------- | --------------------- | ----------------------- | -------------------- |
| Eolo   | F-21    | 30 de agosto de 1939  | 15 de noviembre de 1941 | 2 de febrero de 1972 |
| Tritón | F-22    | 26 de febrero de 1940 | 1 de octubre de 1943    | 2 de febrero de 1972 |

### Secuencias de designación
Clase Júpiter→Clase Eolo→Clase Pizarro→Clase Descubierta→Clase Baleares→Clase Santa María→Clase Álvaro de Bazán→Clase Bonifaz (prevista)
- Datos: Q5771307